# Berwianka
Berwianka (biał. Бярвенка Biarwienka)— rzeka w rejonie grodzieńskim obwodu grodzieńskiego, lewy dopływ rzeki Pyranki w dorzeczu Niemna. Długość 25 km. Powierzchnia zlewni 110 km². Średni spadek 0,7‰. Wypływa z Jeziora Długiego, uchodzi do Pyranki ok. 700 m na południowy zachód od wsi Prudy. Skanalizowana na całym swoim biegu.